# Fritiof Boo
Fritiof Ingemar Boo i riksdagen kallad Boo i Borås, född 5 juli 1908 i Seglora församling, död 6 januari 1991 i Borås, var en svensk politiker (Socialdemokraterna). 
Boo var textilarbetare vid Rydahls Manufaktur AB från 1922, blev förste assistent vid länsarbetsnämnden 1944 och kommunalråd i Borås stad 1960. Han blev ledamot av drätselkammaren i Borås 1948 och var dess ordförande från 1960. Boo var riksdagsledamot i första kammaren från 1949 till 1959, invald i Älvsborgs läns valkrets, ledamot och vice ordförande i bankoutskottet och suppleant i tredje lagutskottet till 1959. Han var ledamot av tullutredningen, stabiliseringsutredningen och hyreslagkommittén. 
Boo blev även förbundsordförande i Svenska jägarförbundet 1964 efter att ha varit ledamot av dess överstyrelse sedan 1955.